# Attila Bozay
Dans le nom hongrois Bozay Attila, le nom de famille précède le prénom, mais cet article utilise l’ordre habituel en français Attila Bozay, où le prénom précède le nom.
Attila Bozay [ˈɒtilːɒ ˈbozɒI] (Balatonfűzfő, 11 août 1939 – Budapest, 14 septembre 1999) est un compositeur hongrois. Il est également connu comme interprète à la flûte et à la cithare. 

## Biographie
Bozay étudie de 1957 à 1962 à l'Académie de musique de Budapest, où il reçoit l'enseignement de Ferenc Farkas ; et au Conservatoire Bartók avec István Szelényi. Ensuite, il est lui-même professeur de musique à Szeged dans le sud du pays, et travaille de 1963 à 1966, pour la radio hongroise à la section musique. À partir de cette date, il s'installe à Budapest et se consacre de préférence à la composition, tout en enseignant l'instrumentation et la composition à l'Académie de musique entre 1979 et 1998. De 1990 à 1993, il est directeur de la Philharmonie nationale.
Il a remporté les prix Erkel en 1968 et 1979, Bartók-Pásztory en 1988 et le prix Kossuth en 1990. 
Jusqu'en 1967, il base ses compositions sur le système dodécaphonique, donnant une importance particulière à l'écriture mélodique, mais son séjour à Paris le conduit à une pratique sérielle moins stricte et à une préoccupation pour les clusters et le timbre. Ses œuvres d'après 1970, se caractérisent par leur grande rigueur de construction formelle et méthodologique. Selon Ulrich Dibelius : « la fantaisie, le goût pour l'expérimentation et la virtuosité des instruments restent les principales forces motrices de la musique de Bozay. ». Ses pièces comme les séries d’Improvisations (1972–1978) font usage de technique aléatoires, se retrouvant à l'évidence dans ses œuvres pour flûte à bec ou cithare, instruments qu'il pratique dans des festivals internationaux.

## Œuvres
Bozay a composé des œuvres pour tous les genres musicaux : opéras (Csongor és Tünde, 1985), de la musique de chambre, symphonique, des mélodies, des motets… Il laisse trois quatuors à cordes (opus 9, 21 et 40) dont le premier de 1964, lui ouvre les portes de la reconnaissance internationale.

## Discographie
- Quatuor à cordes, op. 9 ; Variations pour piano, op. 10 ; Papírszeletek, op.5 ; Pezzo concertanto, op. 11 ; Pezzo sinfonico, op.13 (LP Hungaroton LPX 11412)
- Fúvósötös, op. 6 (LP Hungaroton LPX 11630)
- Œuvres (1976, Hungaroton SLPX 11742)
- Vonósnégyes, op. 21 ; Improvisations no 2, op.27 ; 'Malom, op. 23 (1979, LP Hungaroton SLPX 12058)
- Œuvres pour le cymbalum hongrois contemporain (1979, LP Hungaroton SLPX 12012)
- Kortárs zongoraművek (Hungaroton, SLPX 12569/HCD 12569–2) – közreműködő (1984)
- Zenekari művek (1988, LP Hungaroton SLPX 12364)
- Contemporary Piano Music : Pièces pour piano [7] - Klára Körmendi, piano (1984, Hugaroton HCD 12569) et autres œuvres de Karlheinz Stockhausen, Zsolt Durkó, John Cage et Iannis Xenakis (OCLC 22015267)
- Intervalli pour piano - Klára Körmendi, piano (1995, Hungaroton HCD 31606)  et autres œuvres de Bério, Boulez, Holliger, Messiaen, Soproni.
- Musique contemporaine hongroise pour basson et piano (1997, Hungaroton HCD 31725)
- Sonates pour piano nos 1 et 2, op. 33 ; Sonate pour violon et piano, op. 34 ; Sonate pour violoncelle et piano, op. 35 (1998, Hungaroton HCD 31789)
- Œuvres chorales Debrecennek (1998, Magánkiadás BR 0109)
- Bozay joue Bozay - Attila Bozay, cithare (2000, Hungaroton HCD 31936)
- Œuvres chorales contemporaines hongroises  (2001, Hungaroton HCD 31956)
- Három vonósnégyes, opus 9, 21 et 40 (2003, Hungaroton HCD 32117)